# Brabants-Vlaams verdrag van 1339
Het Brabants-Vlaams verdrag afgesloten op 3 december 1339 door hertog Jan III van Brabant en graaf Lodewijk van Nevers stelde een militair bondgenootschap en een economische unie in tussen het hertogdom Brabant en het graafschap Vlaanderen. Bijzonder aan het verdrag was dat de steden de tekst mee onderschreven en grote invloed verwierven, onder meer in het muntbeleid en de geschillenbeslechting.
De alliantie werd gesloten aan de vooravond van de Honderdjarige Oorlog, toen Jacob van Artevelde reeds de macht had gegrepen in Gent. Vlaanderen en Brabant vormden een Engelsgezinde as. Een eerdere poging, het zogenaamde Verdrag van Dendermonde, was in 1337 niet over de eindmeet geraakt. Op de oorkonden van het verdrag van 1339 ontbreekt het zegel van Lodewijk van Nevers, waarschijnlijk omdat hij kort na het afronden van de onderhandelingen naar Frankrijk vluchtte. Wel is het verdrag bezegeld door tachtig Brabantse en Vlaamse edellieden.
Inhoudelijk was de voornaamste bepaling het coördineren van de militaire politiek van de beide vorstendommen. Om oorlog te voeren hadden de Vlaamse graaf en de Brabantse hertog voortaan elkaars toestemming nodig en moesten ze hun 'land' consulteren. Zo kregen de steden (Leuven, Brussel, Antwerpen, Brugge, Gent, Ieper) voor het eerst een vinger in de oorlogspolitiek. Het blijkt duidelijk dat de feitelijke impuls uitging van de steden, die hun handelsbelangen en de vrede wilden veiligstellen.
Er werd ook voorzien in een gemeenschappelijke Brabants-Vlaamse munt en in een muntcommissie die zou toezien op de stabiliteit ervan. In deze tienkoppige commissie beschikten de steden over maar liefst zes vertegenwoordigers. Ook in het geschillenorgaan dat werd opgericht, hadden de steden een meerderheid. Bovendien bood het verdrag hen een weerstandsrecht wanneer de landsheren het verdrag niet zouden naleven. Zo'n jus resistendi was ook al aanwezig in de Keure van Kortenberg en vond dus via het Brabants constitutionalisme zijn weg naar Vlaanderen.
Door de verregaande beslissingsmacht van de steden had het verdrag eeuwenlang weerklank in Brabant en Vlaanderen. Profiterend van een verzwakt centraal gezag, hadden de steden toezeggingen met constitutionele draagwijdte afgedwongen. Tijdens de Nederlandse Opstand in 1578 lieten Brabant en Vlaanderen hun oude alliantieverdrag herleven, aangemoedigd door Willem van Oranje. Ook in de 18e eeuw werd nog gesteund op het verdrag.

## Bewaarde oorkonden
- Stadsarchief Gent, reeks Charters, nr. 395 (te bezichtigen in het STAM)
- Algemeen Rijksarchief Brussel, reeks Charters van Brabant, nr. 621bis
- Archives Départementales du Nord, reeks B 264, nr. 7337
- Stadsarchief Antwerpen, reeks charters, nr. Cf 86

## Uitgaven
Er bestaat geen wetenschappelijke uitgave van de verdragstekst, enkel transcripties van de Ieperse en Gentse oorkonden:
- Jan-Jacques Lambin (ed.), Eeuwigduerende verbond tusschen Jan den III, hertog van Brabant, en Lodewyk den 1, grave van Vlaenderen, Ieper, 1832
- Ben Eersels, Omme de openbare profite, nutscepe ende orbore van den tween landen. De motieven van de Brabantse steden achter het Brabants-Vlaamse verdrag van 3 december 1339, onuitgegeven masterscriptie, KU Leuven, 2014, p. 92-102